# Olav Orheim
Olav Orheim (22 de febrero de 1942, Bergen) es un glaciólogo noruego. Fue director del Instituto Polar Noruego entre 1993 y 2005. En 1989 pasó a ser profesor asociado de glaciología en la Universidad de Bergen. Fue uno de los principales investigadores que instaló la Base Troll en la Tierra de la Reina Maud.